# Grupa sulfonylowa

Struktura grupy sulfonylowej

Grupa sulfonylowa – grupa funkcyjna występująca w wielu organicznych związkach chemicznych.

## Otrzymywanie
Otrzymywanie związków zawierających grupę sulfonylową jest stosunkowo łatwe np. benzen można przeprowadzić w chlorek benzenosulfonowy w następujący sposób:
Sulfonowanie benzenu
C6H6 + SO3 → C6H5SO2OH
Reakcja powstałego kwasu benzenosulfonowego z wodorotlenkiem sodu:
C6H5SO2OH + NaOH → C6H5SO2ONa
Synteza chloreku benzenosulfonowego
C6H5SO2ONa + PCl5 → C6H5SO2Cl
Otrzymany związek można użyć do dalszej syntezy np. sulfonamidów.